# Scorușu (okręg Gorj)
Scorușu – wieś w Rumunii, w okręgu Gorj, w gminie Borăscu. W 2011 roku liczyła 210 mieszkańców.